# Воробйов Андрій Юрійович
Воробйов Андрій Юрійович (нар. 14 квітня 1970, Красноярськ) — російський державний і політичний діяч. Губернатор Московської області з 14 вересня 2013 року (тимчасово виконуючий обов'язки губернатора Московської області з 8 листопада 2012 року по 14 вересня 2013 року).
Депутат Державної думи (2003—2012), керівник фракції «Єдиної Росії» в Держдумі шостого скликання, керівник Центрального виконавчого комітету партії «Єдина Росія» (2005—2012). Член Президії Генеральної ради партії «Єдина Росія».

## Санкції
Як губернатор Андрій Воробйов висловився за незаконне визнання незалежності так званих Донецької та Луганської Народних Республік та агресивної війни проти України. Також причетний до нелегального вивезення українських дітей до Росії та їхнього усиновлення російськими сім'ями. Андрій Воробйов є підсанкційною особою багатьох країн світу.
З 15 грудня 2022 через вторгнення Росії в Україну перебуває під санкціями США.
З 16 грудня 2022 року, внесений до списку санкцій Євросоюзу за підтримку та реалізацію політики, що підриває територіальну цілісність, суверенітет та незалежність України. Євросоюз зазначає, що Андрій Воробйов бере участь у незаконному перевезенні українських дітей до Росії та їх усиновлення російськими сім'ями, при цьому дії Андрія Воробйова порушують права українських дітей та українського права.
З 21 грудня 2022 року перебуває під санкціями Швейцарії.
З 19 жовтня 2022 року перебуває під санкціями України.